# Euthalia sikandi
Euthalia sikandi är en fjärilsart som beskrevs av Moore 1857. Euthalia sikandi ingår i släktet Euthalia och familjen praktfjärilar. Inga underarter finns listade i Catalogue of Life.